# Belanova
Belanova este o trupă mexicană de muzică synthpop din orașul Guadalajara, Jalisco. Membrii trupei sunt Denisse Guerrero (cântăreța), Edgar Huerta (programarea și sintetizatorul), și Ricardo "Richie" Arriola (basul și chitara).